# Buffalo buffalo Buffalo buffalo buffalo buffalo Buffalo buffalo

単純化した構文木
（PN = 固有名詞、N = 名詞、V = 動詞、NP = 名詞句、RC = 関係詞節、VP = 動詞句、S = 文）

伝統的な文のダイアグラム

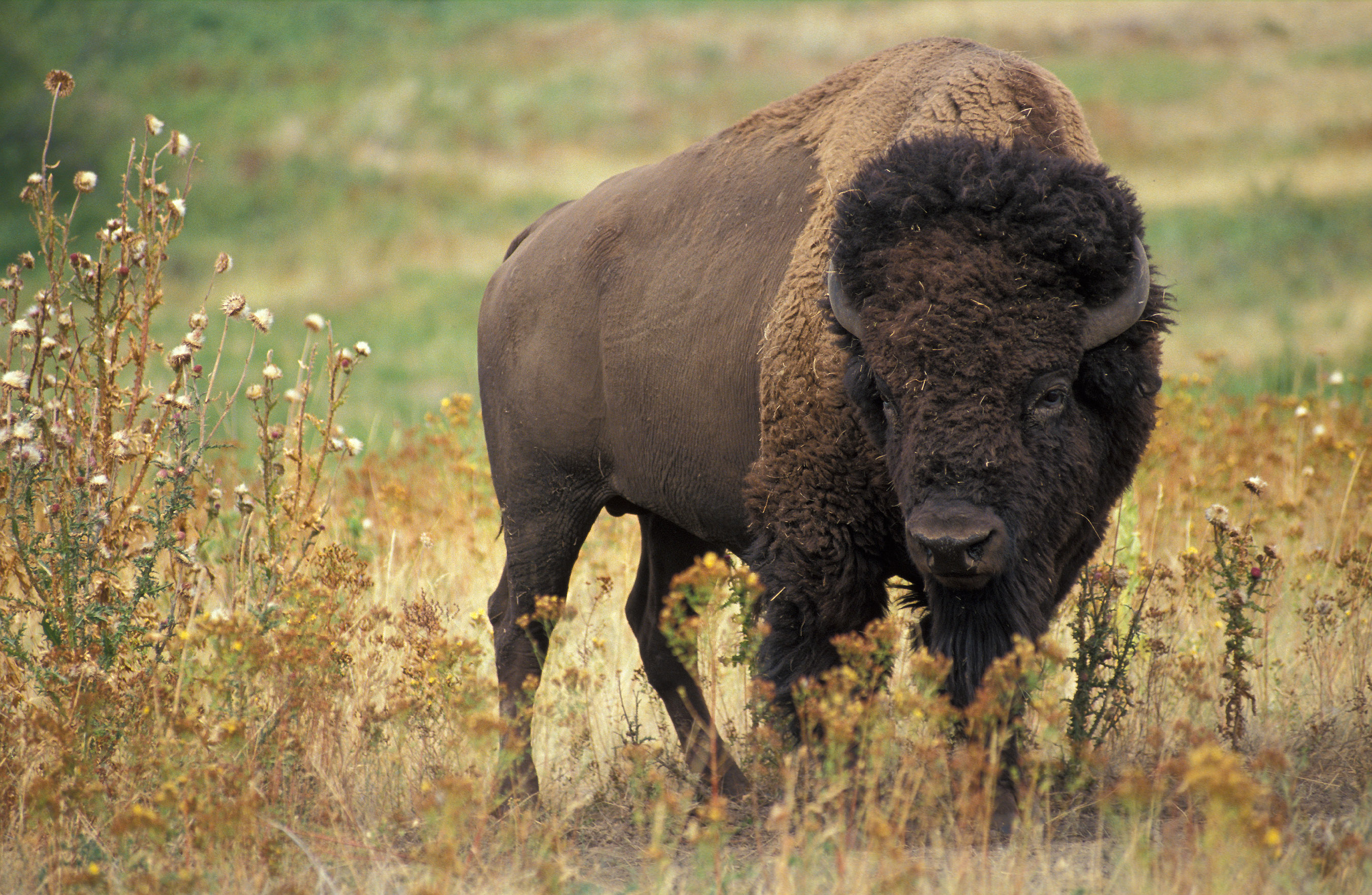
アメリカバイソン（バッファロー）

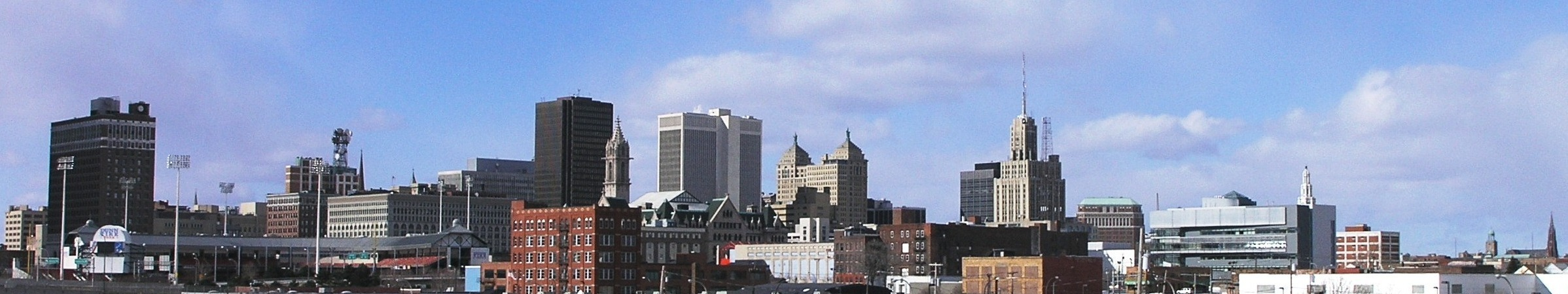
ニューヨーク州バッファロー市

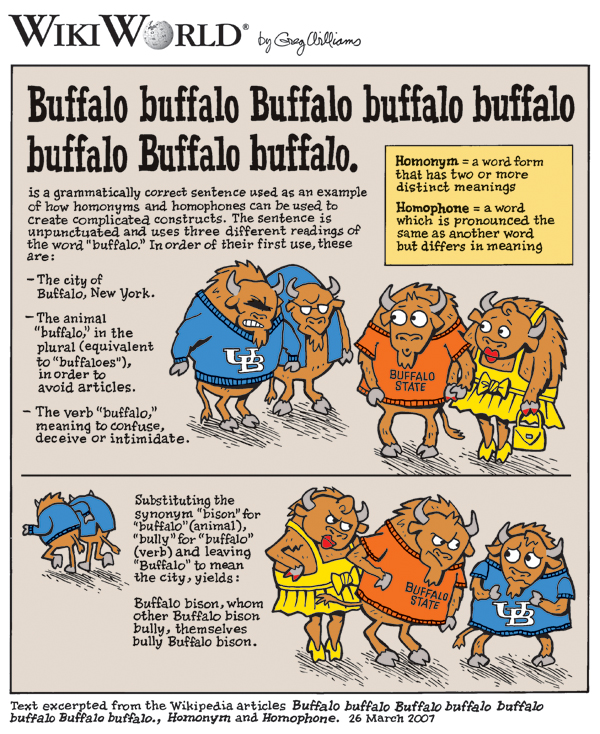
概念を解説した漫画

"Buffalo buffalo Buffalo buffalo buffalo buffalo Buffalo buffalo."（バッファロー バッファロー バッファロー バッファロー バッファロー バッファロー バッファロー バッファロー）は、文法的に正しい英文で、同音異義語および同音異字がいかに難解な構文を作り出せるかを示した一例である。バッファロー大学准教授のウィリアム・J・ラパポートが最初にこの文を示した1972年以降、たびたび諸文献で議論されている。1992年にはラパポート自身によって言語学分野のインターネット情報源 LINGUIST List に追加された。また、スティーヴン・ピンカーの1994年の著書 The Language Instinct によって取り上げられた。この類の文は、ここまで洗練された形ではなかったにせよ、古くから知られていた。古典的な例に、諺の "Don't trouble trouble until trouble troubles you"（訳：迷惑に迷惑するまで迷惑を迷惑がるな。つまり「取り越し苦労はするな」ということ）がある。

## 文の構造
この文では、一文中に "buffalo" の単語が3つの意味で用いられている。単語が出てくる順番に、
- c. ニューヨーク州バッファロー市（またはその他の「バッファロー」という名の場所）。本文では動物の前に形容詞的に用いられている。
- a. 動物のバッファロー。複数形は "buffaloes" や "buffalos" となるが、（集合的に）単複同形も取ることができ、ここでは冠詞を避けるため複数形として "buffalo" が用いられている。
- v. 動詞のbuffaloで、「いじめる」、「惑わす」、「欺く」、「怖がらせる」を意味する。

上記の略称を用いて、それぞれの "buffalo" に印を付けると次のようになる。
Buffaloc buffaloa Buffaloc buffaloa buffalov buffalov Buffaloc buffaloa.
つまり、品詞に気を付けながら読めば、この文は、バッファローの地に暮らすバッファローたちの社会的階級に見られる上下関係を描写したものとして解釈することができる。
[Those] (Buffalo buffalo) [whom] (Buffalo buffalo buffalo) buffalo (Buffalo buffalo).

（バッファローのバッファローがおびえさせるバッファローのバッファローは、バッファローのバッファローをおびえさせる）

[Those] buffalo(es) from Buffalo [that are intimidated by] buffalo(es) from Buffalo intimidate buffalo(es) from Buffalo.

（バッファロー出身のバッファローは、バッファロー出身のバッファローにおびえているが、バッファロー出身のバッファローをおびえさせている）

Bison from Buffalo, New York, who are intimidated by other bison in their community also happen to intimidate other bison in their community.

（ニューヨーク州バッファロー出身のアメリカバイソンは、同じコミュニティー出身のほかのアメリカバイソンにおびえているが、同時に同じコミュニティー出身のほかのアメリカバイソンをおびえさせてしまっている）
動物のバッファローを「人間」に置き換え、動詞の "buffalo" を "intimidate" に置き換えれば、この文の理解はより容易になるであろう。
"Buffalo people [whom] Buffalo people intimidate [also happen to] intimidate Buffalo people."

（バッファローの人々におびえるバッファローの人々は、同時にバッファローの人々をおびえさせている）
文の意味を変えないように、動物の "buffalo" の代わりに "bison" を、動詞の "buffalo" の代わりに "bully" を用い、市名の "Buffalo" をそのまま残せば、次のようになる。
'Buffalo bison Buffalo bison bully bully Buffalo bison'

（バッファローのバイソンがいじめるバッファローのバイソンはバッファローのバイソンをいじめる）

'Buffalo bison whom other Buffalo bison bully themselves bully Buffalo bison'. 

（他のバッファローのバイソンがいじめるバッファローのバイソンは彼ら自身、バッファローのバイソンをいじめている）
この文の構造をさらに理解するためには、"Buffalo buffalo" を何でもいいから他の名詞句に置き換えてみればよい。他の "Buffalo buffalo" をおびえさせる "Buffalo buffalo" を指す代わりに、"Alley cats"（野良猫）、"Junkyard dogs"（猛犬）、"Sewer rats"（ドブネズミ）を使ってみるとこの文は次のようになる。
"Alley cats Junkyard dogs intimidate intimidate Sewer rats." 

（猛犬がおびえさせる野良猫はドブネズミをおびえさせている）
上の文が、'Buffalo buffalo Buffalo buffalo buffalo buffalo Buffalo buffalo' と同じ文構造、意味を持っているのである。
同音異字によるわかりにくさのほか、この文は以下の理由により、語法を理解するのが難しくなっている。
1. 動詞の "buffalo" があまり一般的でない上に、この語自体が複数の意味を含んでいる。
2. 名詞の "buffalo" の複数形に "buffaloes" を用いず、単複同形として動詞の "buffalo" や地名の "buffalo" と同じ形を取っている。
3. "buffalo" の複数形は "buffaloes" でも良いのにも関わらず、あえて動詞と同じ形を持つ "buffalo" を含んでいる。
4. 文中に冠詞や明確な複数形など、構文上重要な手掛かりが存在しない。
5. カンマを打たないことで、文の流れがつかみにくくなっている。
6. 結果的に袋小路文、つまり文を読み返さずに、さっと読んだだけでは意味を捉えることができなくなっている。
7. この文では、ある集合についての全称的な叙述を行なっているが、そこからさらに第2の集合（おびえさせられたバッファローによっておびえさせられているバッファロー）を導き出している。この第2の集合は、当初の集合と同じものとも違うものとも解釈可能である。
8. 大文字を無視すると意味の判別が曖昧になる。形容詞の "buffalo" には "cunning"（悪賢い）という意味もあり、この用法によって文を解読すると次のようになる。'Buffalo bison [that] bison bully, [also happen to] bully cunning Buffalo bison'（バイソンがいじめるバッファロー出身のバイソンは、悪賢いバッファロー出身のバイソンをいじめる）
9. 関係詞節が中央に埋め込まれており、理解しにくくなっている。

この文は、次のように拡張することができる。
Buffaloc buffaloa Buffaloc buffaloa buffalov buffalov Buffaloc buffaloa Buffaloc buffaloa buffalov

（バッファローのバッファローにおびえるバッファローのバッファローは、バッファローのバッファローにおびえるバッファローのバッファローをおびえさせている）
また、同音異義語を持つsubstitute を使った場合でも同じことが可能である。
(a):｢代理の｣｢代用の｣｢代わりの｣という形容詞で、以下の文中では(n)の補欠選手を修飾している。
(n):代理人、身代わりなどの意味を持つ名詞であるが、ここでは意味の想像を容易にさせるため｢補欠選手｣とした。
(v):動詞のsubstitute で、｢交代する｣｢取り換える｣｢代理させる｣という意味があるが、その3種は前置詞forを必要とするためここでは使用しない。そこで｢代用する｣を使うことにした。また、この単語は化学用語で｢置換する｣という意味も持つ。
Substitute(a) substitute(n) substitute(a) substitute(n) substitute(v) substitute(v) substitute(a) substitute(n) substitute(a) substitute(n) substitute(v).
(代わりの補欠選手を代用する代わりの補欠選手は、代わりの補欠選手を代用する代わりの補欠選手を代用させる)
以上の場合、主語と目的語が、動詞を中心に「バランス」を保っているのである。
つまり、チョムスキーの文法理論に従えば、いかなる n ≥ 1 に対しても、文 buffalon は文法的に正しい。最も短い buffalo1 は "Buffalo!" で、"bully (someone)!"「（誰かを）いじめろ！」、"look, there are buffalo, here!"「おい、ここにバッファローがいるぞ！」、"behold, the city of Buffalo!"「見ろ！バッファロー市だ！」といった意味になる。

## 由来
“buffalo”の繰り返しのみで文法的に正しい文章を作る発想は、20世紀に何度か独立して発見されている。
記録として残る最も古い例は“Buffalo buffalo buffalo buffalo”であり、ドミトリ・ボーグマンが1965年に出版した著書“Language on Vacation”のオリジナル手稿に掲載されていたが、これが掲載されるはずだった章は印刷時には省かれてしまった。2年後の1967年に、ボーグマンが著書“Beyond Language: Adventures in Word and Thought”を出版する上で、この省かれてしまった章からの再利用が行われ、この時にbuffalo構文も採用された:290。
1972年、当時インディアナ大学の院生であったウィリアム・J・ラパポートは、“buffalo”が5回続く例文と10回続く例文を考案した。その後教壇に立ったラパポートは、両方のバージョンで教授し、1992年にLINGUIST Listにこれらを投稿した。
1994年、スティーブン・ピンカーの『言語を生みだす本能（原題: The Language Instinct）』では、「一見ばかげている」が文法上正しい文章の例として“buffalo”が8回続く文章が掲載された。ピンカーはこの文章の考案者として、自身の学生であるアニー・センガス (Annie Senghas) の名を明かした:210。
当初、ラパポート、ピンカー、センガスの三者は、より古い例に気づくことはなかった。ピンカーがラパポートの事例を知ることになったのは、1994年になってからだった 。そのラパポートも、2006年までボーグマンの文章への見識がなかった。